# Amori e battiti
Amori e battiti è un raccolta del cantautore italiano Renzo Zenobi, pubblicato nel 2002 dall'etichetta discografica RCA Italiana.

## Descrizione
18 brani, selezionati da Renzo Zenobi, tratti dagli album della RCA nel periodo dal 1976 al 1983 tra i più rappresentativi del suo repertorio. Alcuni sono arrangiati da Lucio Dalla altri da Morricone e altri da Zenobi stesso, tutti rimasterizzati.

## Tracce
(CD, RCA Italiana, 74321933502)
1. Silvia – 4:40
2. Danze – 5:26
3. La fine di una storia – 4:24
4. Giornate di tenera attesa – 3:53
5. Una pioggia d'affetto – 2:58
6. Cascate – 3:01
7. Marinara – 3:47
8. E ancora le dirai ti voglio bene – 4:58
9. Telefono elettronico – 3:43
10. Aviatore – 4:43
11. Io e te su quei giorni – 5:10
12. Fumatori – 4:00
13. Felci sudate – 4:23
14. E sei di nuovo solo – 3:41
15. A questo cielo capovolto che tutti chiamano mare – 4:47
16. Che stella che sei – 3:23
17. Corriera di Natale – 4:01
18. Temporale – 3:55

Durata totale: 74:53

## Formazione
- Renzo Zenobi - voce, chitarra